# Léguillac-de-l'Auche
Léguillac-de-l'Auche è un comune francese di 981 abitanti situato nel dipartimento della Dordogna nella regione della Nuova Aquitania.

## Società

### Evoluzione demografica
Abitanti censiti